# 斯科沃罗季诺区
斯科沃罗季诺区（俄语：Сковородинский район）是俄罗斯联邦阿穆尔州下辖的一个区，其行政中心为斯科沃罗季诺。据2016年统计，该区的人口为27543人。